# Diecezja Carúpano
Diecezja Carúpano (łac. Dioecesis Carupaensis) – diecezja Kościoła rzymskokatolickiego w Wenezueli. Należy do metropolii Cumaná. Została erygowana 4 kwietnia 2000 roku przez papieża Jana Pawła II mocą konstytucji apostolskiej Plerique sacrorum.

## Główne świątynie
- Katedra: Katedra św. Róży z Limy w Carúpano

## Biskupi diecezjalni
- Manuel Felipe Díaz Sánchez (2000–2008)
- Jaime Villarroel Rodríguez (od 2010)